# Самедов, Джавид
Джавид Самедов (азерб. Cavid Səmədov; род. 14 мая 1987 года в Баку, Азербайджанская ССР, СССР) — азербайджанский оперный певец, баритон. В настоящее время проживает в Нюрнберге, Германия.

## Творческая биография
Джавид Самедов окончил Бакинскую музыкальную академию им. Узеира Гаджибекова в Баку (Азербайджан).
Будучи студентом, он был приглашён в Центр оперного пения Галины Вишневской в Москве, где продолжил совершенствовать своё мастерство. Позже Джавид продолжил обучение в Италии в Академии музыки в Озимо и Академии им. Ренаты Тебальди и Марио дель Монако в Пезаро.
За годы учёбы Джавид принимал участие в мастер-классах с Уильямом Маттеуци, Хериет Лаусон, Леллой Куберли, Райной Кабаиванска, Антонио Юварра, Аллой Симони, Карло Морганти, Марио Мелани, Серджио Сегалини, Томасом Хэмпсоном, Пьетро Спаньоли, Синтией Форте, Вереной Келлер, Андреасом Скуллером и Кристиной Мути, а также прошёл курс мастер-классов с маэстро Винченцо де Виво в Академии вокального искусства в Озимо.
Свою карьеру Самедов начал в бакинском Театре оперы и балета, где он исполнил главную партию Эскамильо в опере Жоржа Бизе «Кармен». В 2007 году принял участие в гала—концерте в московском театре «Новая опера», а в 2009 году с Симфоническим оркестром государственного телевидения и радио Азербайджана им. Ниязи выступил с сольной программой в Баку.
Дебют в Европе состоялся в 2009 году, когда Джавид спел партию Белькоре в опере Гаэтано Доницетти «Эликсир любви» в Театре Романо в городе Губбио (Италия). В 2010 он представил на суд зрителей свою новую работу — доктора Малатеста в опере Доницетти «Дон Паскуале» в театре города Озимо.
Джавид Самедов — участник международного музыкального фестиваля в Габале (Азербайджан). Летом 2010 года на торжественной церемонии закрытия фестиваля в сопровождении Королевского филармонического оркестра Великобритании и в присутствии Президента Азербайджана он исполнил песню Муслима Магомаева «Весенний край — Азербайджан».
Осенью 2010 Джавид принял участие в днях Азербайджанской культуры в Афинах (Греция), где выступил в сопровождении Греческого национального симфонического оркестра. В декабре 2010 года Джавид выступил в Равенне (Италия), где принял участие в исполнении Рождественской оратории Камиля Сен-Санса.
В 2011 году Самедов участвовал в серии концертов в Швейцарии, а также принял участие в фестивале «Канто» в итальянском городе Амандола.
В апреле 2012 года Джавид участвовал в концерте, посвящённом 20-й годовщине независимости Азербайджана в Баку. А уже в мае 2012 года выступил в ведущей роли Папагено в опере Вольфганга Амадея Моцарта «Волшебная флейта» в Озимо.
В июне 2012 года исполнил ведущую партию Лепорелло в опере Моцарта «Дон Жуан» в Тель-Авиве (Израиль).
В сентябре — октябре 2012 года принял участие в серии концертов, посвящённых 70-летию со дня рождения Муслима Магомаева в Астане — в Центральном концертном зале «Казахстан», в Москве — в Зале «Crocus City Hall», а также в Баку — во Дворце им. Гейдара Алиева.
Джавид Самедов являлся солистом оперной студии Нюрнбергского государственного оперного театра.
На сцене Нюрнбергского государственного оперного театра исполнил партии Мазетто в опере В. А. Моцарта «Дон Жуан» (январь—апрель 2013 года), Руше в опере Умберто Джордано «Андре Шенье» (апрель-июнь 2013 года), Лесника в опере Антонина Дворжака «Русалка» (май—июль 2013 года), Моралеса в опере Жоржа Бизе «Кармен» (июнь—июль 2013 года), Доннера в опере Рихарда Вагнера «Золото Рейна» (ноябрь-март 2014 года), Графа Альмавивы в опере В. А. Моцарта «Свадьба Фигаро» (январь-июнь 2014 года), Графа Доменика в опере Рихарда Штрауса «Арабелла» (январь-март 2014 года) и барона Дуфоля в опере Джузеппе Верди «Травиата» (март 2014 года), а также Ночного сторожа в опере Джакомо Дж. Мейербера «Гугеноты (опера)» (Июнь-июль 2014 года).
Международный оперный журнал «Opernwelt»  в 2013 году назвал Джавида Самедова лучшим молодым баритоном сезона 2012-2013.
В октябре 2014 года принял участие в международном фестивале «Opernwerkstatt 2014» в Швейцарии.
В ноябре 2014 года исполнил партию Каппадокийца в опере Рихарда Штрауса «Саломея» на сцене театра Сан-Карло в Неаполе.
В январе - июле 2015 года исполнял партию Доннера в опере Рихарда Вагнера «Золото Рейна» на сцене Anhaltisches Theater  в городе Дессау, Германия.
В июне 2015 года на сцене замка Эстерхази в г. Айзенштадт, Австрия выступил в роли Тролля и Разбойника в опере С. Баневича «Снежная королева», под патронажем Анны Нетребко.
В ноябре 2015 года исполнил партию Мелота в опере Р. Вагнера «Тристан и Изольда» в постановке Нюрнбергского оперного театра, на сцене театра Лучано Паваротти в городе Модена, Италия.
В январе 2016 года принял участие в Гала-концерте «Молодые оперные звёзды", в проекте немецкого телеканала SWR «Emmerich Smola Forderpreis», с участием филармонического оркестра немецкого радио под управлением Марко Комина.
В концерте прозвучали: Ария Лепорелло из оперы В. А. Моцарта «Дон Жуан»  и Куплеты Тореадора из оперы Ж. Бизе «Кармен».
В августе 2016 принял участие в VIII Международном фестивале в Габале (Азербайджан) 
В настоящее время выступает в оперных спектаклях и концертах в Германии, Италии, Австрии, Швейцарии, Черногории, Азербайджане, России, Казахстане, Израиле и Греции. А также занимается педагогической деятельностью в качестве преподавателя по вокалу в г. Нюрнберг, Германия
Женат, воспитывает сына.

## Признание и награды
- В 2011 году за высокие заслуги в развитии и пропаганде культуры и искусства Азербайджана награждён премией «Зирвя» («Вершина») в номинации «Дебют года».[17].
- В 2011 году удостоен стипендии Президента Азербайджана[18].

## Победы в музыкальных конкурсах
Джавид Самедов является лауреатом и победителем престижных международных конкурсов вокалистов:
- IV международный конкурс им. Бюль-Бюля (Баку, Азербайджан) — самый молодой победитель конкурса за всю историю конкурсов. 1-я премия.
- Х международный конкурс им. Розы Понсель (Матера, Италия) — лауреат первой премии.[19]
- I международный конкурс вокалистов им. Муслима Магомаева (Москва, Россия) — лауреат первой премии.[20]
- Международный конкурс вокалистов г. Верона (Италия) — 1-я премия.
- Международный конкурс вокалистов г. Болонья (Италия) — приз «Самому молодому финалисту конкурса».[21]
- V международный конкурс вокалистов им. Магды Оливеро (Милан, Италия) — Приз зрительских симпатий.

## Репертуар
- Эскамильо в опере Ж. Бизе «Кармен»
- Моралес в опере Ж. Бизе «Кармен»
- Белькоре в опере Г. Доницетти «Эликсир любви»
- Малатеста в опере Г. Доницетти «Дон Паскуале»
- Лепорелло в опере В. А. Моцарта «Дон Жуан»
- Мазетто в опере В. А. Моцарта «Дон Жуан»
- Граф Альмавива в опере В. А. Моцарта «Свадьба Фигаро»
- Папагено в опере В. А. Моцарта «Волшебная флейта»
- Руше в опере У. Джордано «Андре Шенье»
- Лесник в опере А. Дворжака «Русалка»
- Доннер в опере Р. Вагнера «Золото Рейна»
- Мелот в опере Р. Вагнера «Тристан и Изольда»
- Роберт в опере П. И. Чайковского «Иоланта»
- Барон Дуфоль в опере Дж. Верди «Травиата»
- Марсель в опере Дж. Пуччини «Богема»
- Нофель в опере У. Гаджибекова «Лейли и Меджнун»